# Tanne Sommer
Tanne Sommer (født 5. marts 1993) er en dansk filminstruktør og manuskriptforfatter.

## Filmografi

### Som instruktør
- Hestetraileren (2016)
- Kanin (2019)
- Hellige Høne (2021)
- Sæd (2023)

### Som skuespiller
- Sorte Kugler (2009)